# Cal Marquet (Guissona)
Cal Marquet és una obra de Guissona (Segarra) protegida com a Bé Cultural d'Interès Local.

## Descripció
Edifici de pedra als quatre vents amb dues plantes i golfes. La façana principal es troba orientada al sud. La porta d'accés presenta una finestra a cada costat. Al primer pis hi ha tres balcons, el del centre sobresurt de l'eix de la façana. Tenen baranes senzilles de ferro. Les llindes dels balcons són de maó. Al darrer pis hi ha un balcó interior al centre de la façana. Un frontó de formes rectangulars culmina l'immoble. A la banda est trobem una edificació adjunta. A la part superior de la façana hi ha tres finestres. La façana nord és pràcticament cega a excepció d'una petita finestra a cada planta. A la façana oest, hi ha una finestra a la planta baixa, i una altra a la següent, aquesta darrera té llinda de maó.
La coberta és a dues aigües i té una xemeneia a la dreta de la façana sud.
(Text procedent del POUM)